# Passiflora longicuspis
Passiflora longicuspis är en passionsblomsväxtart som beskrevs av Vanderpl. och S.E.Vanderpl.. Passiflora longicuspis ingår i släktet passionsblommor, och familjen passionsblomsväxter. Inga underarter finns listade i Catalogue of Life.